# Субординационизм
Субординациони́зм (от суб... и лат. ordinatio – приведение в порядок, соподчинённость) - учение в ранней христианской теологии (2–4 вв.) о неравнозначности (по силе, могуществу и др. свойствам) и соподчинённости ипостасей Троицы.
Согласно субординационизму, Иисус Христос, будучи Сыном Бога Отца, слабее Отца и подчинён ему, как и Святой Дух, исходящий от Отца. На появление и развитие субординационизма повлияло стремление отстоять монотеизм и не допустить неправильного толкования некоторых фрагментов Евангелия (Ин. 14:28; Мк. 10:18, 13:32 и др.). Идейно оформил субординационизм Ориген, считавший, что Святой Дух подчинён Богу Сыну, а тот, в свою очередь, – Богу Отцу, и выстроивший теологию «убывающей Троицы». Субординационизм в определенной мере проявляется в высказываниях Иустина Философа, Татиана, Тертуллиана, Новациана (200–258, рим. богослов и антипапа), Дионисия Александрийского. Крайним проявлением субординационизма стали арианство и македонианство, отстаивающие позицию о тварности (т. е. сотворенной сущности) Бога Сына и Святого Духа.
Осуждение крайностей субординационизма и окончательное оформление догмата о едином (в трёх равных между собой лицах) Боге свершилось на Никейском (325) и Константинопольском (381) соборах, а также разработано в трудах Афанасия Великого, Кирилла Александрийского, Василия Великого, Григория Богослова и Григория Нисского. Высказывания некоторых из них о «монархии Бога Отца» принято трактовать только как указание на причинность Бога Отца по отношению к Богу Сыну и Святому Духу, равным во всём остальном.

Критике за следование субординационизму подвергся римо-католический догмат filioque (со стороны православного богословия). Субординационизма придерживались «жидовствующие», в более позднее время – "Свидетели Иеговы", некоторые последователи баптизма и адвентизма.